# Radovci
Radovci – wieś w Słowenii, w gminie Grad. W 2018 roku liczyła 191 mieszkańców.